# Ліплейка
Ліпле́йка (рос. Липлейка) — село складі Спаського району Пензенської області, Росія.
Населення — 657 осіб (2010; 630 у 2002).
Національний склад станом на 2002 рік:
- росіяни — 83 %